# Nano Letters
Pour les articles homonymes, voir Nano (homonymie).
Nano Letters (abrégé en Nano Lett.) est une revue scientifique à comité de lecture. Ce mensuel publie des articles de recherches originales dans le domaine des nanotechnologies.
D'après le Journal Citation Reports, le facteur d'impact de ce journal était de 13.592 en 2014. Actuellement, les directeurs de publication sont A. Paul Alivisatos (université de Californie à Berkeley, États-Unis) et Charles M. Lieber (université Harvard, États-Unis).